# Lasioglossum pallens
De Lasioglossum pallens (tên tiếng Anh: waaiergroefbij) là một loài Hymenoptera trong họ Halictidae. Loài này được Brullé mô tả khoa học năm 1832.